# آسیموف ۵۰۲۰
سیارک ۵۰۲۰ (به انگلیسی: ‎5020 Asimov، نامگذاری:1981EX19)‏ پنج هزار و بیستمین سیارک کشف شده‌است که در ۰۲ مارس ۱۹۸۱ کشف شد.
قدر مطلق سیارک برابر ۱۴٫۶۰ است.
این سیارک به افتخار ایزاک آسیموف، نویسنده داستان‌های تخیلی به نام آسیموف ۵۰۲۰ نام‌گذاری شده‌است.